# Jackie McAuley
Jackie McAuley  (Coleraine, 14 december 1946) is een Noord-Ierse rock- en folkmuzikant.

## Levensloop
McAuley groeide op in een gezin waar de Ierse volksmuziek een belangrijke rol speelde. Musiceren was vanzelfsprekend en op jonge leeftijd speelde hij al verdienstelijk piano.
In het begin van de jaren zestig trok hij met zijn broer Pat McAuley naar Londen, waar beiden een bestaan in de popmuziek wilden opbouwen. De broers waren intussen grote liefhebbers geworden van de Amerikaanse rhythm-and-blues. Dat bracht hen op het pad van de Noord-Ierse groep Them. Broer Pat werd aanvankelijk organist, maar schoof later op naar de drums, waardoor er plaats kwam voor Jackie achter het orgel.
Jackie McAuley speelde mee bij een aantal opnamen voor de lp The Angry young Them (1965), maar werd al voor deze uitkwam vervangen door Peter Bardens.
Terug in Ierland belandde hij in Dublin in het volksmuziekcircuit. Hij speelde onder meer met The Dubliners en werd lid van de bluesband Cult.

Nadat Van Morrison Them had verlaten, probeerden de broers McAuley de groep naar zich toe te trekken. Omdat Them zelf met zanger Kenney McDowell verderging en twee bands met dezelfde naam tot verwarring leidden, werd de groep rond de McAuley's Belfast Gypsies of zelfs Them Belfast Gypsies genoemd, naar de  enige lp die de band uitbracht.
Jackie McAuley speelde toetsen en nam de solozang voor zijn rekening. De sound van de band sloot meer aan bij het Them van Van Morrison, dan die van de groep rond Alan Henderson, die de naam Them bleef gebruiken.

Succes hadden de Gypsies onvoldoende. Wel werd een lp opgenomen, die in Zweden werd uitgebracht. Daarop naast een schaamteloze imitatie van Thems grootste hit Gloria ook een versie van Bob Dylans It's All Over Now, Baby Blue, een nummer dat het echte  Them ook op de lp Them Again had uitgebracht. 
Na het einde van de Gypsies werkte hij samen met Judy Dyble, ex-zangeres van Fairport Convention in het duo Trader Horne. De door de folk geïnspireerde platen hadden te weinig succes om het duo in stand te houden. Terwijl Dyble de muziek vaarwel zei, ging McAuley als soloartiest verder. In 1971 verscheen zijn eerste album Jackie McAuley.

In de jaren zeventig en tachtig speelde hij vooral als sessiemuzikant met onder meer Rick Wakeman, Jim Capaldi en de Heptones. Ook probeerde hij het met een Keltische rockband, Poor Mouth. Latere soloalbums zijn Jackie McAuley Plus en Fretwork.
Het door hem geschreven nummer Dear John werd door Status Quo opgenomen. 
Na korte tijd in de formatie  Rowdy te hebben gespeeld,  werd hij eind jaren tachtig lid van de Celtic rockband Poor Mouth.
Sinds het uiteenvallen daarvan treedt hij vooral op met zijn Jackie McAuley Band. In 2015 verscheen het album Them good old songs dat oude Themnummers bevat.
In 2017 publiceerde hij zijn autobiografie I, Sideman.

## Weblinks
Jackie McAuley-website: https://www.jackiemcauley.com
- International Standard Name Identifier: 0000 0001 3246 641X
- Library of Congress Control Number: no2006069200
- MusicBrainz: 3b84d2c4-47cd-40e0-9a36-278cfade66df
- Virtual International Authority File: 12062575
- WorldCat: E39PBJjhCkhPRc6g3w6RmYHXBP